# Castellammare di Stabia
Castellammare di Stabia is een Italiaanse gemeente, onderdeel van de metropolitane stad Napels, wat voor 2015 nog de provincie Napels was (regio Campanië) en telt 62.772 inwoners (31-12-2022). De oppervlakte bedraagt 17,7 km², de bevolkingsdichtheid is 3546 inwoners per km². Het ligt op de plaats van het Romeinse Stabiae, dat net zoals Pompeï en Herculaneum door de uitbarsting van de Vesuvius in 79 n.C. werd getroffen. De gemeente is eigenaar van het voormalig koninklijk paleis van Quisisana.
De volgende frazioni maken deel uit van de gemeente: Scanzano, Ponte Persica, Pioppaino, Varano.

## Demografie
Het aantal inwoners van Castellammare di Stabia daalde in de periode 1991-2022 met bijna 8,7% volgens ISTAT.

## Geografie
De gemeente ligt op ongeveer 6 m boven zeeniveau.
Castellammare di Stabia grenst aan de volgende gemeenten: Gragnano, Pimonte, Pompeï, Santa Maria la Carità, Torre Annunziata, Vico Equense.

## Sport
SS Juve Stabia is de betaaldvoetbalclub van Castellammare di Stabia.

## Geboren
- Antonio Dimitri (1967-2000), carabiniere
- Raffaele Imperiale (1974), drugshandelaar
- Bruno Cirillo (1977), voetballer
- Fabio Quagliarella (januari 1983), voetballer
- Antonio Mirante (juli 1983), voetballer
- Antonio Donnarumma (1990), voetballer
- Gianluigi Donnarumma (1999), voetballer
- Francesco Pio Esposito (2005), voetballer

## Overleden
- Marcello (pseudoniem van Adèle d'Affry; 1836-1879), Zwitsers beeldhouwster en kunstschilderes
- Plinius de Oudere (23 of 24-79 a.d.), militair, letterkundige en amateur-geleerde